# Đèn hơi natri

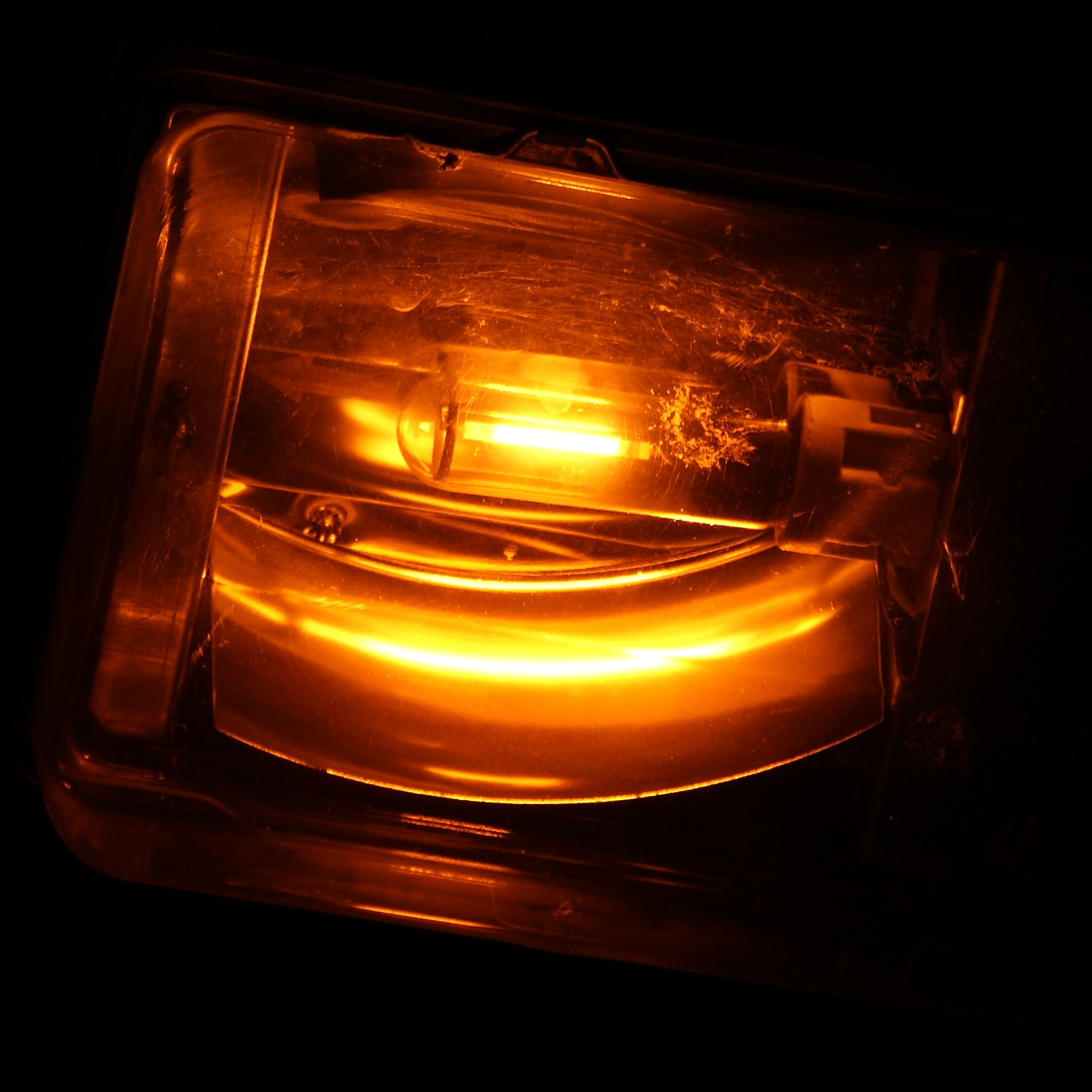
Đèn hơi natri, thường thấy trên các đèn cao áp chiếu sáng đường phố

Đèn hơi natri là đèn cao áp dùng hơi natri ở trạng thái ion hóa để tạo ra ánh sáng. Có hai loại đèn: đèn áp suất thấp, và đèn áp suất cao. Đèn áp suất thấp có hiệu suất cao nhưng do chỉ có thể tạo ra ánh sáng vàng nên chỉ được sử dụng để chiếu sáng công cộng như đèn cao áp. Đèn hơi áp suất cao có phổ ánh sáng rộng hơn đèn hơi áp suất thấp nhưng vẫn ít hơn các loại đèn khác. Đèn hơi áp suất thấp chỉ cho ánh sáng đơn sắc vàng nên làm giảm khả năng phân biệt màu sắc vào buổi tối.

## Đèn hơi natri áp suất thấp

### Hiệu ứng đặc biệt cho phim

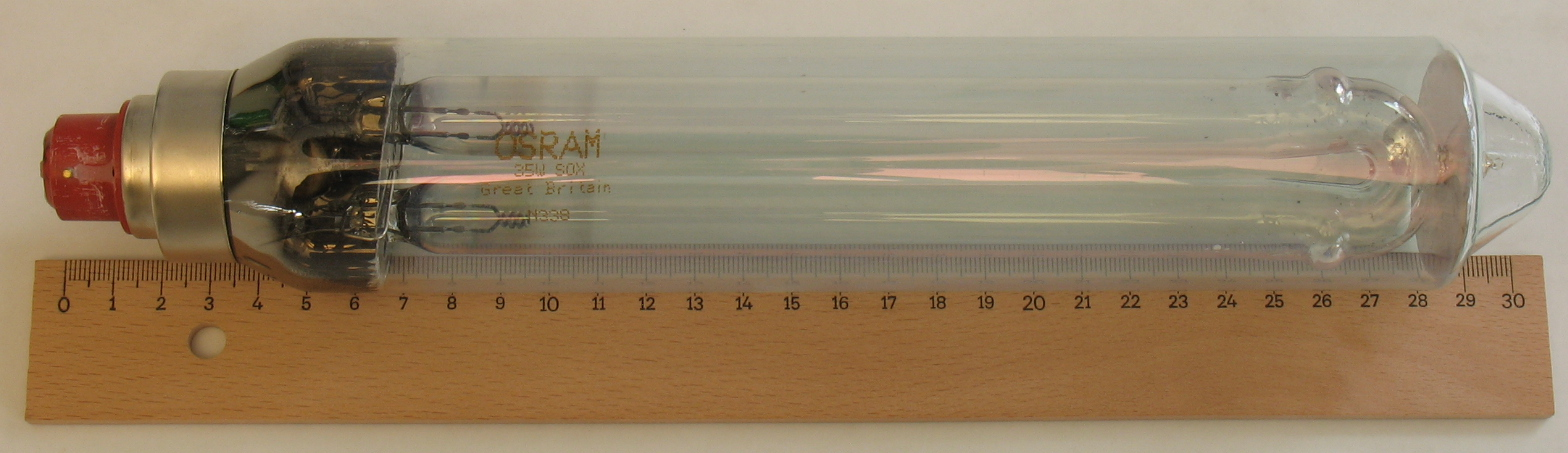
Mô-đun đèn 35 W LPS/SOX

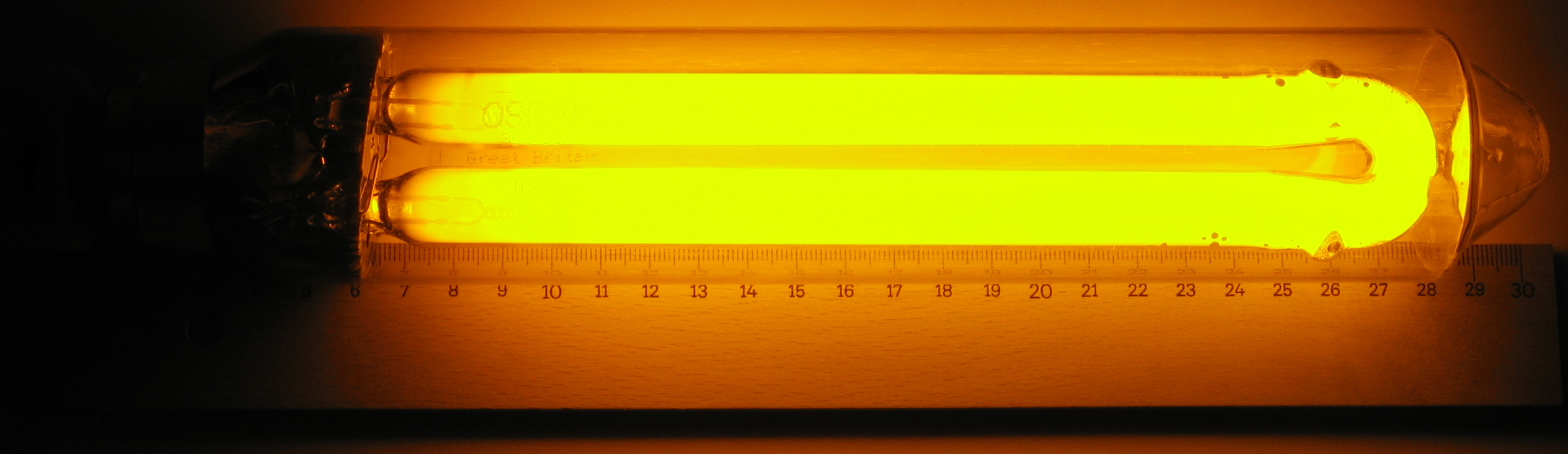
Mô-đun đèn 35 W LPS/SOX khi hoạt động

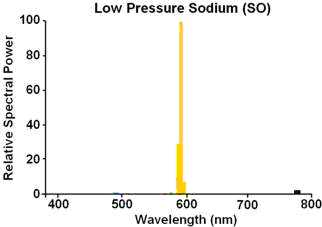
Phổ sáng của đèn natri áp suất thấp. 90% năng lượng để phát ra ánh sáng vàng.

Đèn natri áp suất thấp (LPS) có ống đèn làm bằng thủy tinh borosilicate bên trong có chứa natri rắn, một lượng nhỏ hỗn hợp khí neon và agon để khởi động quá trình phóng điện. Ống đèn có thể ở dạng ống dài (đen SLI) hoặc hình chữ U. Khi đèn mới được bật đèn phát ra ánh sáng mờ màu đỏ/hồng do quá trình làm nóng natri; sau một vài phút natri hóa hơi thì đèn mới hoạt động và phát ra ánh sáng màu vàng. Đèn hầu như chỉ phát ra ánh sáng đơn sắc màu vàng có bước sóng khoảng 589.3 nm do vậy rất khó để phân biệt màu sắc của vật thể được chiếu sáng.
Ống đèn LPS được bao bởi một lớp chân không, nhằm mục đích cách nhiệt từ đó làm tăng hiệu suất đèn. Đèn LPS đời cũ có lớp chân không có thể tháo ra được (đèn SO). Đèn có lớp chân không cố định (SOI) được phát triển nhằm tăng hiệu quả cách nhiệt. Cải tiến sau này người ta phủ thêm một lớp phản xạ hồng ngoại làm bằng oxide thiếc-indi (SOX).
Đèn LPS là một trong những loại đèn có hiệu suất cao nhất có thể đạt 200lm/W. Đèn chủ yếu dùng để chiếu sáng ngoài trời (ví dụ chiếu sáng công cộng, an ninh), khi không cần thiết phải phân biệt màu sắc. Một số nghiên cứu gần đây cho rằng trong điều kiện ánh sáng yếu thì ánh sáng trắng cho tầm nhìn tốt hơn.
Tương tự đèn huỳnh quang đèn LPS phát ra ánh sáng dịu và có dạng thẳng. Nó không phát ra ánh sáng chói như các dạng đèn phóng điện cường độ cao (HID), nó phát ra ánh sáng dịu hơn, và ít chói hơn. Không như đèn HID đèn LPS rất nhanh hồi phục độ sáng trong trường hợp điện chập chờn. Đèn LPS có các loại có công suất từ 10 W đến 180 W; có thể làm được đèn có ống đèn dài hơn, tuy nhiên do vấn đề về thiết kế và kỹ thuật nên người ta không làm ra những loại đèn đó.
Đèn LPS hiện nay có tuổi thọ khoảng 18000 giờ và độ sáng không giảm trong suốt tuổi thọ đèn mặc dù công suất tiêu thụ sẽ tăng dần đến khoảng 10% khi hết tuổi thọ. Điều này khác với đèn hơi thủy ngân HID, có độ sáng giảm dần theo tuổi thọ, nhưng công suất tiêu thụ không đổi.

### Về vấn đề ô nhiễm ánh sáng
Ở những khu vực cần quan tâm đến vấn đề ô nhiễm ánh sáng như các trạm thiên văn, khu vực đẻ trứng của rùa biển, thì đèn LPS được ưu tiên sử dụng (như khu vực San Jose, Flagstaff, Arizona). Loại đèn này hầu như chỉ phát ánh sáng đơn sắc do đó gây ít ảnh hưởng nhất đến phổ quan sát của kính thiên văn. Ánh sáng vàng của đèn LPS cũng ít gây sáng bầu trời, do sự thích ứng để nhìn bóng tối của con người khiến cho mắt ít nhạy cảm hơn với ánh sáng vàng khi độ sáng bầu khí quyển ở mức thấp. Một hệ quả của việc sử dụng phổ biến ánh sáng công cộng là trong buổi những tối nhiều mây ở thành phố bầu trời sẽ sáng bừng lên do sự phản xạ ánh sáng từ những đám mây. Nơi mà đèn hơi thủy ngân là đèn chiếu sáng công cộng thì bầu trời sẽ nhuốm màu da cam.

### Hiệu ứng đặc biệt cho phim
Quá trình bay hơi natri (thường được gọi là phông vàng) là một kỹ thuật phim dựa vào tính chất đơn sắc của đèn LPS.  Phim âm bản thông thường không nhạy với ánh sáng vàng của đèn LPS, nhưng có loại phim đen trắng đặc biệt có khả năng ghi nhận ánh sáng đó. Có thể sử dụng camera đặc biệt, khung cảnh được ghi lại đồng thời trên hai cuộn phim, một ghi lại cảnh diễn viên, một cuộn ghi lại hậu cảnh để có thể ghép với hậu cảnh khác sau này. Kỹ thuật này ban đầu đem lại kết quả vượt trội hơn so với kỹ thuật màn xanh, và từng được sử dụng trongnhững năm 1956 đến 1990, hầu hết bởi  Disney Studios. Những bộ phim sử dụng kỹ thuật này như: Alfred Hitchcock's The Birds, Mary Poppins, và Bedknobs and Broomsticks.
Tiến bộ trong kỹ thuật phông xanh lá cây và phông xanh da trời đã thu hẹp khoảng cách với kỹ thuật phông vàng khiến cho SVP không còn hiệu quả về mặt kinh tế.

## Đèn natri áp suất cao

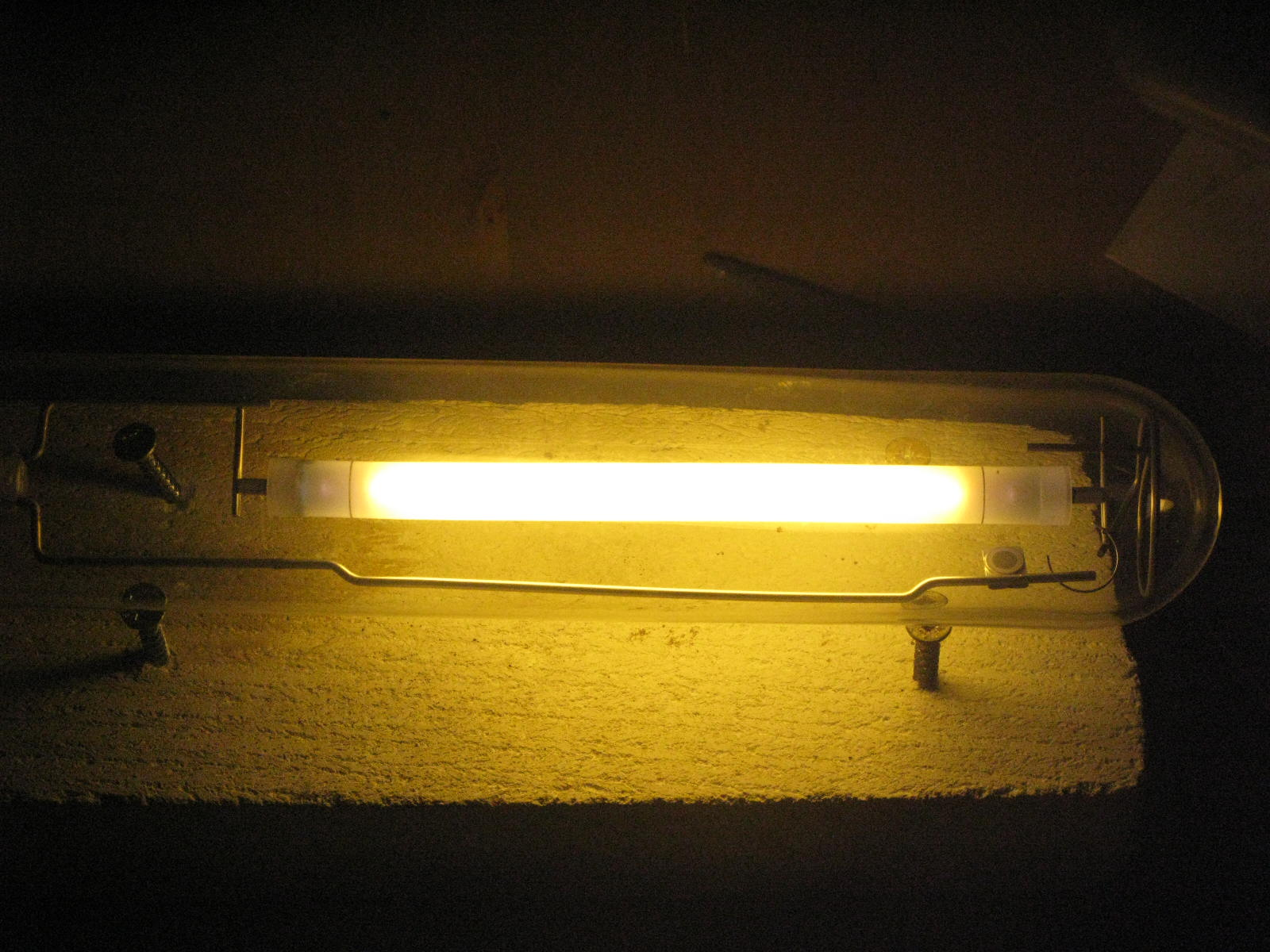
Đèn natri áp suất cao đang hoạt động

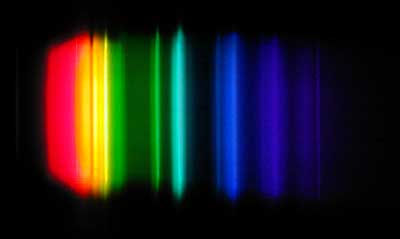
Phổ sáng của đèn thủy ngân áp suất cao. Vạch màu vàng-đỏ là D của nguyên tử natri. Vạch màu lam là vạch natri, nó khá yếu trong điều kiện áp suất thấp, nhưng có cường độ lớn trong điều kiện áp suất cao. Hầu hết vạch xanh lá cây, xanh da trời tím là vạch thủy ngân.

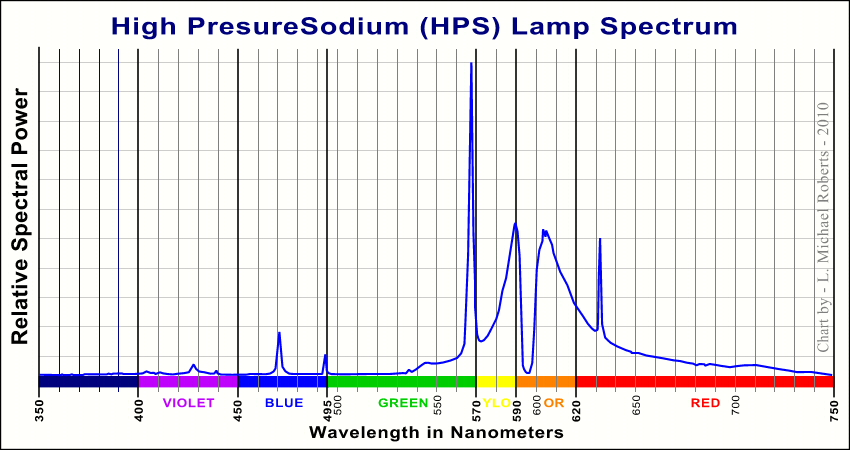
Đồ thị thể hiện phổ điển hình của đèn natri áp suất cao (HPS).

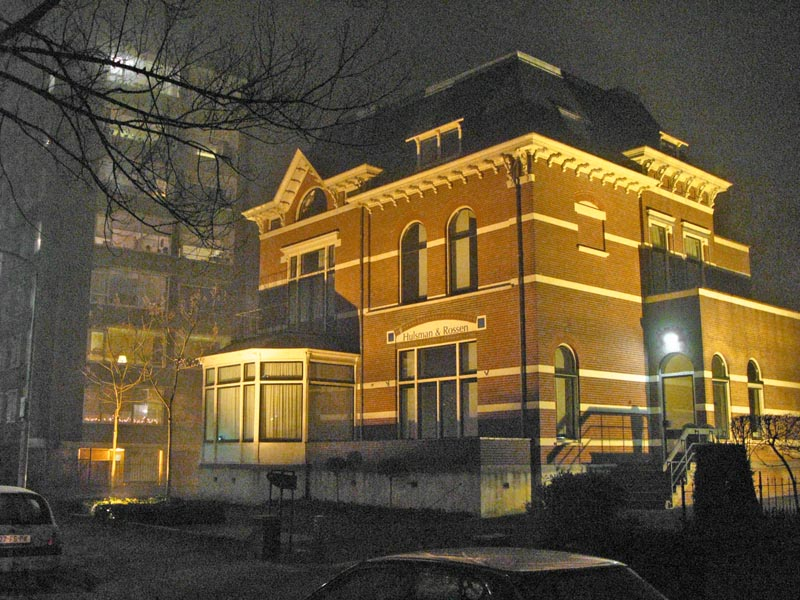
Tòa nhà văn phòng được chiếu sáng bởi đèn HPS.

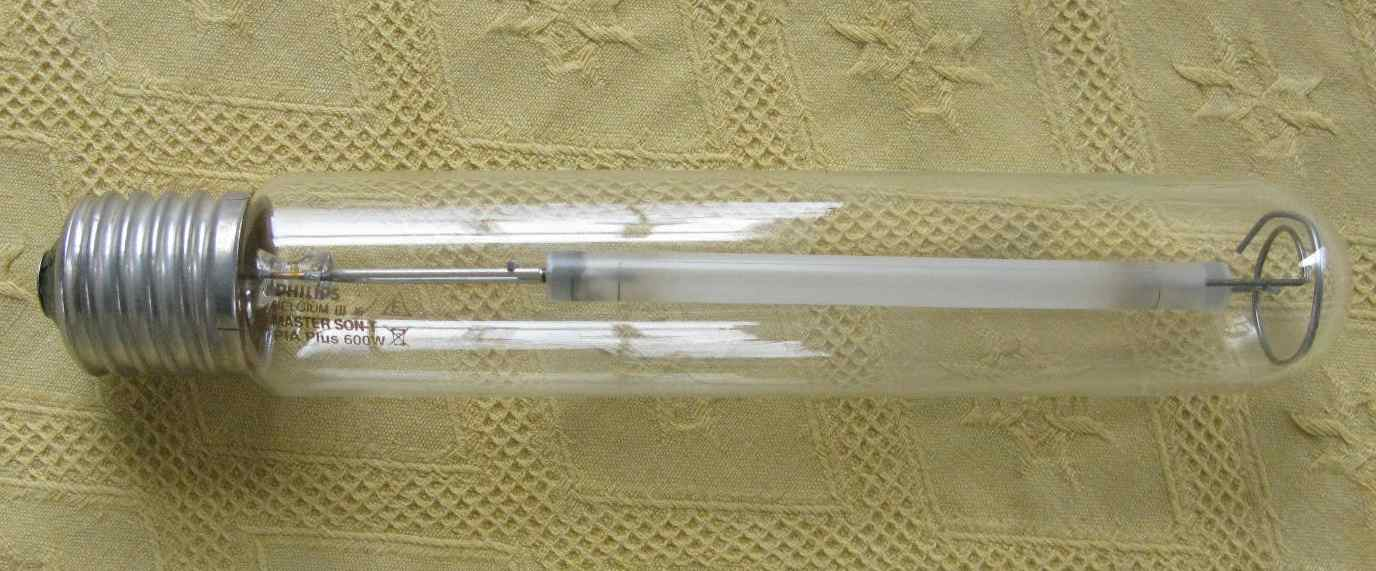
Ống đèn HPS Philips SON-T Master 600 W

Đèn natri áp suất cao (HPS) được sử dụng một cách thông dụng trong việc chiếu sáng cho cây trồng. Ngoài ra chúng còn được sử dụng rộng rãi trong việc chiếu sáng ngoài trời như làm đèn đường và đèn bảo vệ. Cần có hiểu biết về sự thay đổi về khả năng phân biệt màu sắc của con người trong điều kiện ánh sáng yếu và ban đêm thì mới có thể có kế hoạch thiết kế hợp lý trong chiếu sáng giao thông.
Đèn HPS có hiệu suất khá cao vào khoảng 100 lm/W - trong điều kiện ánh sáng đầy đủ. Đèn có công suất cao hơn (600W) có hiệu suất cao hơn (150 lm/W).
Bởi vì hơi natri có khả năng hoạt động hoá học rất mạnh, ống đèn thường được làm bằng lớp nhôm oxide trong suốt. Cấu trúc này đã được General Electronic đăng ký bảo hộ với tên thương mại là "Lucalox" cho dòng bóng đèn HPS của họ.
Khí xenon trong điều kiện áp suất thấp được sử dụng làm "khí khởi động" trong đèn HPS. Do nó có độ dẫn nhiệt thấp nhất và khó có khả năng bị ion hoá trong tất cả các loại khí trơ. Vì là khí trơ nên nó sẽ không làm ảnh hưởng đến phản ứng hoá học diễn ra khi đèn hoạt động.  Độ dẫn nhiệt kém làm giảm sự tổn thất nhiệt khi bóng hoạt động, và do khó bị ion hoá nên đèn sẽ có điện áp khởi động thấp, làm đèn dễ dàng khởi động hơn.

### Đèn SON "Trắng"
Một biến thể khác của đèn natri áp suất cao được giới thiệu vào năm 1986, đèn SON "Trắng" có áp suất cao hơn đền HPS/SON thông thường, tạo ra ánh sáng có nhiệt độ màu 2700 K và chỉ số hoàn màu (CRI) là 85, gần tương tự với màu sắc của đèn sợi đốt. Loại đèn này thường được sử dụng để chiếu sáng trong nhà tại quán cafe nhà hàng để tạo hiệu ứng thẩm mỹ. Tuy nhiên đèn SON "Trắng" có giá thành cao, tuổi thọ ngắn và hiệu suất thấp nên không thể cạnh tranh với đèn HPS tại thời điểm đó.

### Nguyên lý hoạt động

Sơ đồ nguyên lý của đèn HPS

Hỗn hợp của natri và thủy ngân nằm tại vị trí có nhiệt độ thấp nhất của đèn và cung cấp hơi natri và thủy ngân cần thiết để tạo ra hồ quang. Nhiệt độ của hỗn hợp được quyết định phần lớn bởi công suất đèn. Công suất đèn càng lớn thì nhiệt độ của hỗn hợp càng lớn. Nhiệt độ hỗn hợp càng lớn thì áp suất hơi thủy ngân và natri càng lớn và cần điện áp hoạt động càng lớn. Khi nhiệt độ tăng, cường độ dòng điện được giữ nguyên và điện áp tăng dần đến khi đạt được công suất hoạt động. Tại điện áp được cung cấp, thông thường ta có 3 chế độ hoạt động:
1. Đèn sẽ tắt và không có dòng điện.
2. Đèn sẽ hoạt động với hỗn hợp lỏng trong ống đèn.
3. Đèn hoạt động với tất cả hỗn hợp đã bay hơi.

Trạng thái đầu tiên và cuối cùng là ổn định, bởi vì điện trở của đèn là khá nhỏ so với điện áp, trong khi trạng thái hai là không ổn định. Vì với sự tăng bất thường của dòng điện sẽ làm tăng công suất, làm tăng nhiệt độ của hỗn hợp, và tiếp tục làm tăng dòng điện. Điều này tạo ra hiệu ứng chạy-quá làm cho đèn vọt tới trạng thái dòng điện cao (#3). Bởi vì thực tế đèn không được thiết kế để chịu được năng lượng lớn, nên điều này sẽ dẫn tới cháy nổ đèn. Tương tự, khi dòng giảm bất thường sẽ làm cho đèn bị tắt. Trạng thái 2 là trạng thái hoạt động mong muốn của đèn, bởi vì quá trình bay hơi chậm của hợp hợp sẽ gây ít ảnh hưởng tới đặc tính của đèn hơn là quá trình bay hơi hoàn toàn. Kết quả là tuổi thọ trung bình của đèn có thể vượt qua 20 000 giờ.
Trong thực tế, đèn được cấp điện xoay chiều AC từ lưới một cách liên tục với chấn lưu cuộn cảm, hơn là một điện áp cố định, điều này đảm bảo quá trình hoạt động được ổn định. Chấn lưu được sử dụng thường là chấn lưu điện cảm hơn là cung cấp trực tiếp qua điện trở để giảm tổn thất năng lượng do trở kháng. Bởi vì đèn sẽ tắt tại thời điểm điện áp bằng không trong chu trình của dòng điện xoay chiều, chấn lưu điện cảm sẽ có tác dụng mồi đèn nhờ cung cấp xung áp tại điểm điện áp bằng 0.
Ánh sáng phát ra từ đèn gồm có các vạch phát xạ từ thủy ngân và natri, nhưng chủ yếu phát xạ là từ vạch D-line của natri. Vạch này có tính cộng hưởng áp suất mạnh và cũng có tính tự hấp thu bởi vì sự hấp thu tại lớp có nhiệt độ thấp hơn của hồ quang, làm cho ánh sáng đèn có khả năng thể hiện màu tốt hơn. Ngoài ra, tại phía đỏ của vạch phát xạ D-line cũng được mở rộng nhờ lực Van der Waals từ nguyên tử thủy ngân trong hồ quang.

## Kết thúc vòng đời

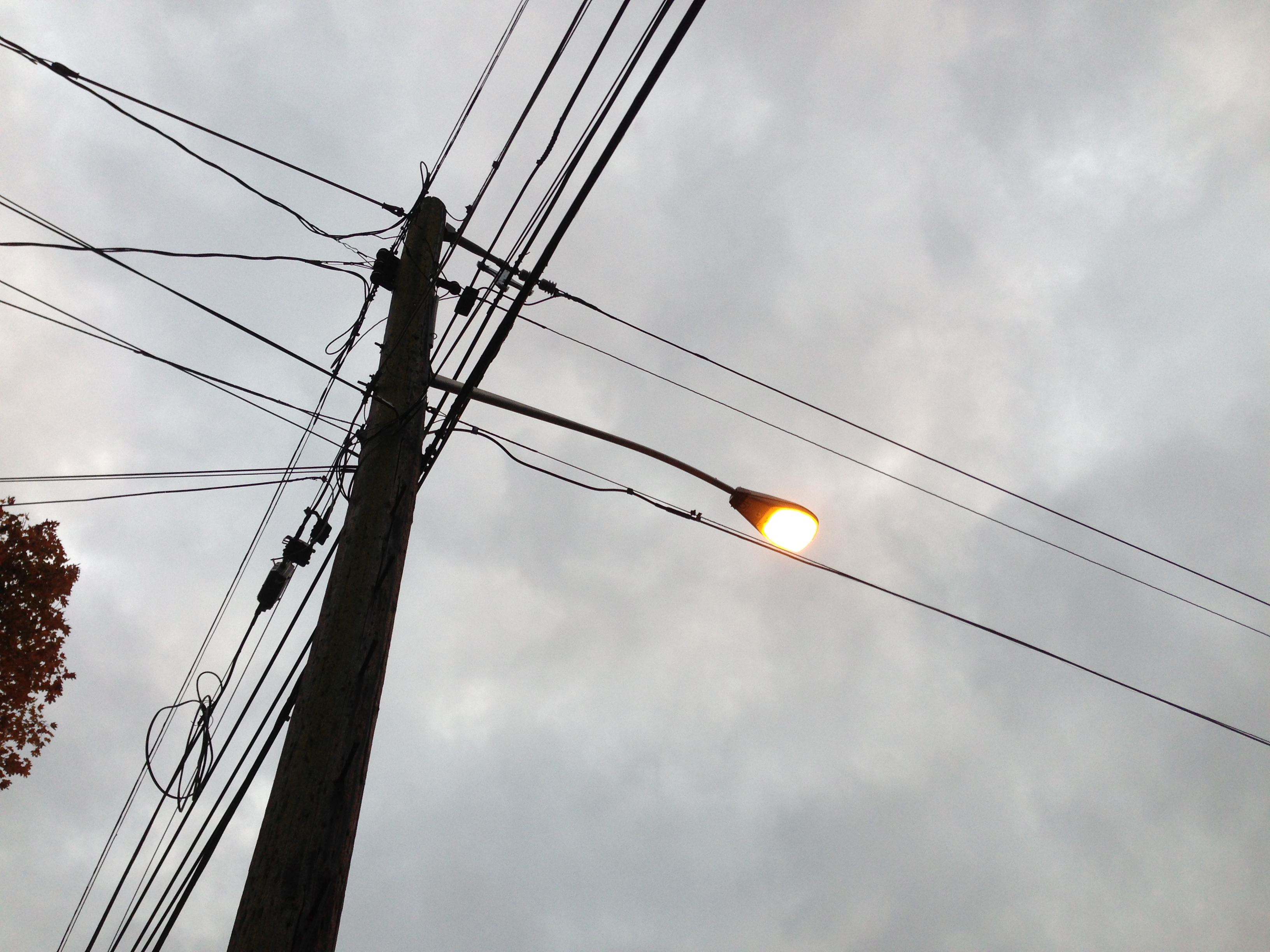
Đèn đường sử dụng bóng hơi natri

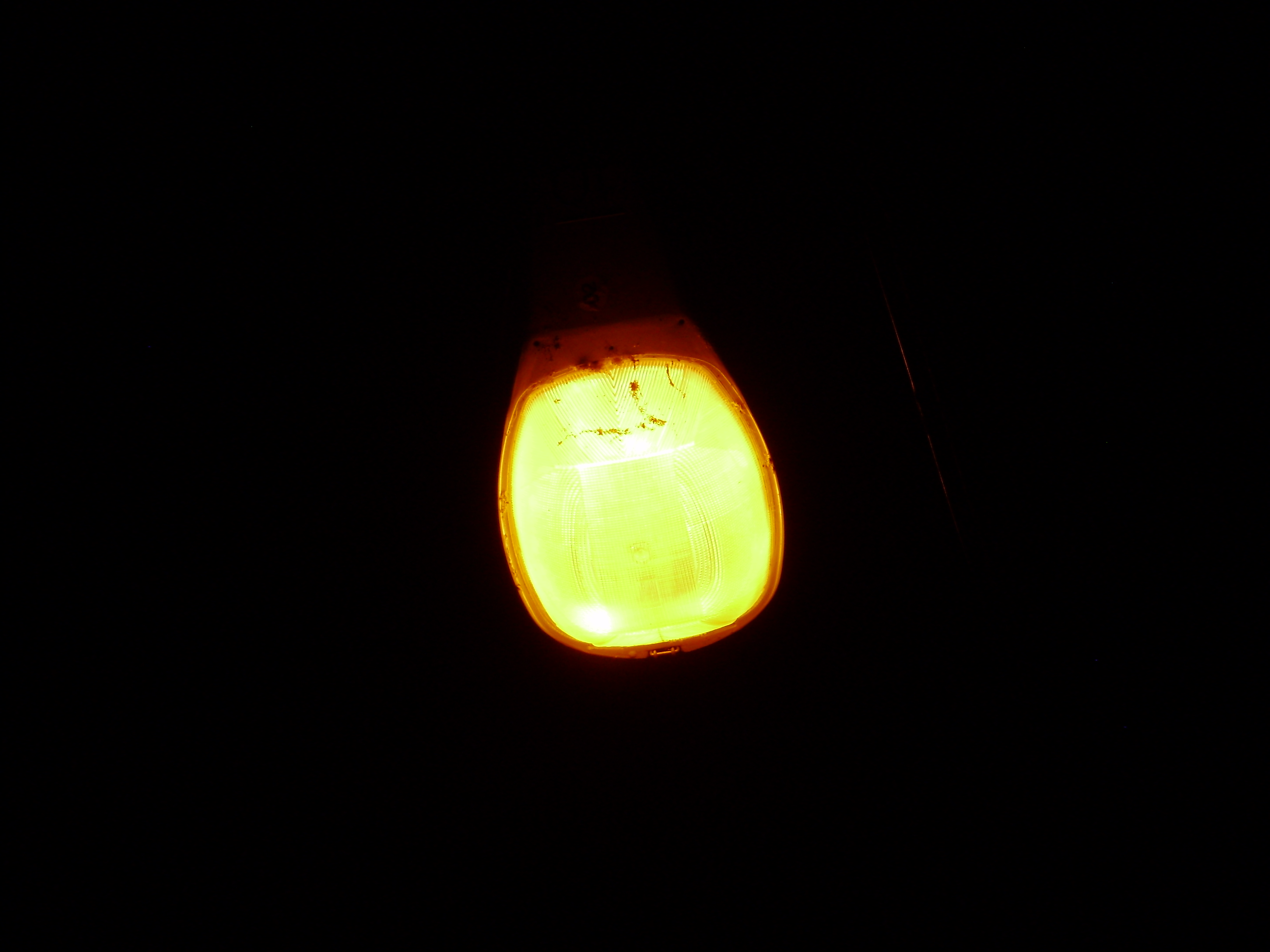
Ánh sáng đèn trong bóng tối

Tại điểm kết thúc vòng đời, đèn natri áp suất cao (HPS)  xuất hiện hiện tượng được biết đến với tên gọi "nhấp nháy", gây ra bởi sự mất mát natri trong hồ quang. Natri là kim loại có tính hoạt động hóa học mạnh và mất dần trong phản ứng với nhôm oxide trong ống hồ quang. Sản phẩm tạo ra là natri oxide và nhôm:
6 Na + Al2O3 → 3 Na2O + 2 Al
Kết quả là, những đèn đó có thể hoạt động được với điện áp thấp, nhưng, do chúng bị nóng lên trong quá trình hoạt động, áp suất khí bên trong ống đèn tăng lên, và điện áp cần để giữ hồ quang càng tăng lên. Khi bóng đèn già, điện áp duy trì cho hồ quang cuối cùng tăng lên vượt quá khả năng đáp ứng của chấn lưu. Khi đèn chạm tới điểm này, hồ quang không được hình thành, bóng đèn hỏng. Cuối cùng, cùng với hồ quang bị tắt, nhiệt độ đèn giảm, áp suất trong ống đèn giảm, và chấn lưu lại có khả năng tạo ra hồ quang. Tác động này làm cho đèn có thể phát sáng trong một thời gian rồi tắt, rồi lại sáng, thông thường ban đầu ánh sáng trắng hoặc hơi xanh rồi chuyển thành màu đỏ cam trước khi tắt.
Một số chấn lưu có thiết kế phức tạp hơn có thể xác định được hiện tượng "nhấp nháy" và sẽ không cố gắng để khởi động đèn sau một vài chu kỳ, do việc phải lặp đi lặp lại việc tạo ra điện áp mồi cao để khởi động lại hồ quang sẽ làm giảm thời gian sống của chấn lưu. Nếu nguồn bị tắt và được cung cấp lại, chấn lưu sẽ tiếp tục tạo ra quá trình khởi động mới.
Đèn LPS hỏng sẽ không gây ra hiện tượng "nhấp nháy", mà đèn sẽ không thể phát sáng hoặc tạo ra ánh sáng yếu màu đỏ trong pha khởi động. Trong một chế độ hỏng khác, khi có một số lỗ nhỏ làm cho hơi natri từ ống hồ quang rò rỉ vào bóng chân không. Natri sẽ ngưng tụ và tạo ra một lớp phản chiếu trong lớp kính ngoài, ngăn cản một phần ánh sáng từ ống hồ quang. Đèn có thể hoạt động bình thường nhưng hầu hết ánh sáng bị chặn bởi lớp phủ natri khiến cho đèn bị tối hoặc thậm chí không sáng.

## Mã chấn lưu theo tiêu chuẩn ANSI HPS
| Công suất ra | Mã ANSI |
| ------------ | ------- |
| 35 W         | S76     |
| 50 W         | S68     |
| 70 W         | S62     |
| 100 W        | S54     |
| 150 W        | S55     |
| 200 W        | S66     |
| 250 W        | S50     |
| 310 W        | S67     |
| 400 W        | S51     |
| 600 W        | S106    |
| 750 W        | S111    |
| 1000 W       | S52     |

## Trong văn hóa - lối sống thường ngày
Trong bài hát Self Control của Laura Branigan, có một đoạn trích dẫn về đèn natri để chiếu sáng đường phố,  "city lights painted gold".
Bài hát "All This Time" của ban nhạc Sting, có một đoạn nhắc đến  "sad shire horses walking home by the sodium light."
Bộ phim "Element of Crime" của Lars Von Trier được quay nhờ bóng đèn hơi thủy ngân để tạo ra hiệu ứng sepia cho cảnh quay.